# Johann Michaelis (Pädagoge)
Johann Michaelis (* 9. November 1813 in Hermannstadt, Kaisertum Österreich; † 27. Juni 1877 in Alzen, Österreich-Ungarn) war ein siebenbürgischer lutherischer Geistlicher und Pädagoge. 

## Leben
Michaelis war Sohn eines Wundarztes. Von 1832 bis 1835 studierte er an der Evangelisch-theologischen Lehranstalt Wien. Nach seiner Rückkehr 1835 nach Hermannstadt gründete eine Höhere Lehranstalt für die weibliche Jugend ohne Unterschied des Glaubensbekenntnisses. Diese bestand bis 1849. 1838 wurde er Lehrer am Hermannstadter Gymnasiums und in der Folgezeit schriftstellerisch tätig. 1849 wurde er Stadtprediger und 1853 Direktor der evangelischen Mädchenschule in Hermannstadt. Außerdem hatte er von 1855 bis 1858 das Amt des Musikdirektors des Hermannstädter Musikvereins inne.
Michaelis wurde am 8. April 1861 zum Pfarrer von Alzen gewählt. Dort wirkte er bis zu seinem Tod, wobei er bei in seine Arbeit auch Einwohner anderer Nationalitäten und Konfessionen miteinbezog.
Michaelis war Gründer und von 1844 bis 1849 Mitherausgeber des Wochenblatts Der Siebenbürgische Volksfreund sowie in den Jahren 1851 und 1852 Mitherausgeber der Schul- und Kirchenzeitung für die evangelischen Glaubensgenossen Siebenbürgens.

## Werke (Auswahl)
- Kleine deutsche Sprachlehre, 1840.
- Der deutsche Kinderfreund, 1847.
- Das größere Konfirmandenbüchlein, 1851.
- Österreichische Vaterlandskunde, 1858.
- Anleitung zur Benützung der neuen Handfibel nach der Schreib-Lesemethode, 1864.
- Handbuch für Volksschulen, 1867.
- Die christliche Religion für Schüler, 1869.
- Landwirtschaftslehre für Fortbildungsschulen, 1872.